# Tag der Deutschen Einheit
Tag der Deutschen Einheit (tyska: "Tyska enhetens dag") den 3 oktober är Tysklands nationaldag sedan 1990, och firas till minne av att återföreningen mellan Västtyskland och det tidigare Östtyskland fullbordades detta datum 1990.

## Nationell helgdag
Den 3 oktober är en nationell helgdag i Tyskland, den enda som är bestämd på förbundsnivå. Övriga helgdagar beslutas av respektive förbundsland (delstat).
Ett tidigare förslag var att inrätta nationaldagen till firande av Berlinmurens fall den 9 november 1989, samma datum som republik infördes 1918. Detta var dock politiskt omöjligt då 9 november var alltför besudlat av ölkällarkuppen 1923 och kristallnatten 1938.

### Firande
Tyska enhetsdagen firas årligen med en officiell ceremoni och medborgarfest (tyska: "Bürgerfest") på en bestämd ort. Firandet anordnas av det förbundsland (delstat) som innehar ordförandeskapet i Tysklands förbundsråd:
- 1990 i Berlin, stadsdelstat och från 1990 Tysklands huvudstad
- 1991 i Hamburg, stadsdelstat
- 1992 i Schwerin, huvudstad i Mecklenburg-Vorpommern
- 1993 i Saarbrücken, huvudstad i Saarland
- 1994 i Bremen, huvudstad i förbundslandet Bremen
- 1995 i Düsseldorf, huvudstad i Nordrhein-Westfalen
- 1996 i München, huvudstad i Bayern
- 1997 i Stuttgart, huvudstad i Baden-Württemberg
- 1998 i Hannover, huvudstad i Niedersachsen
- 1999 i Wiesbaden, huvudstad i Hessen
- 2000 i Dresden, huvudstad i Sachsen
- 2001 i Mainz, huvudstad i Rheinland-Pfalz
- 2002 i Berlin, stadsdelstat
- 2003 i Magdeburg, huvudstad i Sachsen-Anhalt
- 2004 i Erfurt, huvudstad i Thüringen
- 2005 i Potsdam, huvudstad i Brandenburg
- 2006 i Kiel, huvudstad i Schleswig-Holstein
- 2007 i Schwerin, huvudstad i Mecklenburg-Vorpommern
- 2008 i Hamburg, stadsdelstat[2]
- 2009 i Saarbrücken, huvudstad i Saarland[3]
- 2010 i Bremen, huvudstad i förbundslandet Bremen
- 2011 i Bonn, tidigare Västtysklands huvudstad
- 2012 i München, huvudstad i Bayern
- 2014 i Hannover, huvudstad i Niedersachsen
- 2015 i Frankfurt am Main, största staden i Hessen
- 2016 i Dresden, huvudstad i Sachsen
- 2017 i Mainz, huvudstad i Rheinland-Pfalz
- 2018 i Berlin, stadsdelstat
- 2019 i Kiel, huvudstad i Schleswig-Holstein
- 2020 i Potsdam, huvudstad i Brandenburg
- 2021 i Halle, största staden i Sachsen-Anhalt
- 2022 i Erfurt, huvudstad i Thüringen

## Tag der deutschen Einheit i Västtyskland
I Västtyskland var Tag der deutschen Einheit en nationell minnesdag, som hölls den 17 juni åren 1954–1990, till minne av folkupproret i Östtyskland 17 juni 1953. Den beslutades i augusti 1953 och upphörde i samband med att 3 oktober blev Tag der Deutschen Einheit, i enlighet med återföreningsavtalet (Einigungsvertrag) 1990. I förbundsrepubliken hade man år 1990 alltså både Tag der deutschen Einheit den 17 juni och Tag der Deutschen Einheit (nu med stort "D") den 3 oktober.